# Менгсхоэл, Олав
Олав Доблоуг Менгсхоэл (норв. Olav Dobloug Mengshoel; родился 4 июля 2008) — норвежский футболист, нападающий клуба «Хам-Кам».

## Клубная карьера
Воспитанник футбольной академии клуба «Хам-Кам». В марте 2024 года подписал с клубом свой первый профессиональный контракт, в июле того же года продлил его до 2027 года. 13 сентября 2024 года дебютировал в основном составе «Хам-Кама» в матче норвежской Элитсерии против клуба «Будё-Глимт».

## Карьера в сборной
В 2024 году дебютировал в составе сборной Норвегии до 16 лет.